# Ou Xiaotao
Ou Xiaotao (chinesisch 歐曉濤 Ōu Xiǎotāo; * 11. Februar 1980 in Fushun) ist ein ehemaliger chinesischer Freestyle-Skier. Er war auf die Disziplin Aerials (Springen) spezialisiert und nahm an drei Olympischen Winterspielen sowie vier Freestyle-Skiing-Weltmeisterschaften teil.

## Werdegang
Xiaotao gewann bei den Winter-Asienspielen 1996 in Harbin die Goldmedaille und nahm im Dezember 1996 in Tignes erstmals am Freestyle-Skiing-Weltcup teil, wobei er den 25. Platz errang. Bei den Weltmeisterschaften 1997 in Nagano kam er auf den 19. Platz, bei den Olympischen Winterspielen im folgenden Jahr in Nagano auf den 17. Rang und bei den Weltmeisterschaften 1999 in Hasliberg auf den 20. Platz. In der Saison 2000/01 erreichte er mit Platz vier in Deer Valley seine erste Top-Zehn-Platzierung im Weltcup. Zudem wurde er bei den Weltmeisterschaften 2001 in Whistler Neunter. Bei den Olympischen Winterspielen 2002 in Salt Lake City belegte er den 19. Platz. In der Saison 2002/03 sprang er mit vier Top-Zehn-Platzierungen, darunter dritte Plätze in Fernie und in Špindlerův Mlýn, auf den 15. Platz im Aerials-Weltcup. Beim Saisonhöhepunkt, den Weltmeisterschaften 2003 in Deer Valley, wurde er erneut Neunter. Nach Platz zwei im Mount Buller zu Beginn der Saison 2003/04, erreichte er fünf Top-Zehn-Platzierungen und zum Saisonende mit dem  34. Platz im Gesamtweltcup sowie den siebten Rang im Aerials-Weltcup seine besten Gesamtergebnisse. Dabei wurde er in Mont-Tremblant Dritter und holte in Špindlerův Mlýn seinen einzigen Weltcupsieg. In der Saison 2005/06 kam er im Weltcup viermal unter die ersten Zehn und errang damit den 14. Platz im Aerials-Weltcup. Bei den Olympischen Winterspielen 2006 in Turin belegte er den 23. Platz. Seinen 37. und damit letzten Weltcup absolvierte er im Februar 2006 in Špindlerův Mlýn, welchen er auf den siebten Platz beendete.

## Erfolge

### Olympische Spiele
- 1998 Nagano: 17. Platz Aerials
- 2002 Salt Lake City: 19. Platz Aerials
- 2006 Turin: 23. Platz Aerials

### Weltmeisterschaften
- 1997 Nagano: 19. Platz Aerials
- 1999 Hasliberg: 20. Platz Aerials
- 2001 Whistler: 9. Platz Aerials
- 2003 Deer Valley: 9. Platz Aerials

### Weltcup
- 5 Podestplätze, davon 1 Sieg:

| Datum            | Ort             | Land       |
| ---------------- | --------------- | ---------- |
| 28. Februar 2004 | Špindlerův Mlýn | Tschechien |

Weltcupwertungen:
| Saison    | Gesamt | Gesamt | Aerials | Aerials |
| Saison    | Platz  | Punkte | Platz   | Punkte  |
| --------- | ------ | ------ | ------- | ------- |
| 1996/97   | 96.    | 12     | 37.     | 96      |
| 1999/2000 | 44.    | 30     | 23.     | 120     |
| 2000/01   | 48.    | 32     | 22.     | 128     |
| 2001/02   | 86.    | 5      | 38.     | 20      |
| 2002/03   | 31.    | 59     | 15.     | 352     |
| 2003/04   | 34.    | 29     | 7.      | 344     |
| 2005/06   | 39.    | 20     | 14.     | 221     |

### Weitere Erfolge
- Winter-Asienspiele 1996: 1. Platz Aerials